# Erich Christian Schröder
Erich Christian Schröder (* 3. Juli 1925 in Elberfeld; † 2. April 2013 in Leopoldshöhe) war ein deutscher Philosophieprofessor und Hochschulrektor.
Schröder studierte ab 1947 Philosophie, Germanistik und Physiologie an der Universität zu Köln, wo er 1954 zum Dr. phil. promovierte. Nach Tätigkeiten als Lehrer an einer Privatschule in Wuppertal und als Wissenschaftler am Philosophischen Seminar der Universität zu Köln wurde er 1961 als Dozent an die damalige Pädagogische Akademie in Bielefeld berufen. Hier erhielt er 1965 den Ruf auf den Lehrstuhl für Philosophie an der Pädagogischen Hochschule Westfalen-Lippe, Abteilung Bielefeld. Er war von 1967 bis 1969 und 1978 bis 1980 Rektor der PH Westfalen-Lippe; nach Eingliederung der Abteilung Bielefeld der PH Westfalen-Lippe in die Universität Bielefeld war er dort von 1980 bis 1990 Professor an der Fakultät für Geschichtswissenschaft und Philosophie, Abt. Philosophie, und von 1980 bis 1983 Prorektor für Lehre, Studienangelegenheiten und Weiterbildung. Erich Christian Schröder starb im Alter von 87 Jahren in Leopoldshöhe (Kreis Lippe).
Die Universität Bielefeld ernannte ihn 1994 wegen seiner herausragenden Leistung bei der Zusammenführung der Pädagogischen Hochschule Westfalen-Lippe mit der Bielefelder Universität zu ihrem Ehrensenator.